# Willys-Overland do Brasil
A Willys-Overland do Brasil foi a subsidiária da Willys Overland no Brasil, fundada em 26 de agosto de 1952, em São Bernardo do Campo, São Paulo, a partir da ideia estabelecida por Edgar Kaiser, herdeiro do império Kaiser Motors, que em 1953 adquiriu toda a fabricante norte-americana. Esta empresa possuía uma contraparte na Argentina, fundada em 1955 sob o nome de Industrias Kaiser Argentina e que fabricou sob licença produtos Willys, mas com marca própria (IKA). 
Embora a maior parte da produção da Willys estivesse localizada em São Bernardo do Campo, em 1958 adquiriu as instalações de uma planta de fundição de ferro em Taubaté, na qual estabeleceu a "Divisão de Produtos Especiais". Ao mesmo tempo, em 1966 inaugurou uma planta industrial na cidade de Jaboatão dos Guararapes, em Pernambuco, que foi estabelecida como a primeira fábrica de automóveis no Nordeste do Brasil.
Sua produção incluiu a gama de utilitários da marca Willys, bem como uma série de carros turísticos baseados na linha Aero-Willys, que incluíram dois empreendimentos locais, sendo um sedan chamado Itamaraty e uma limusine conhecida como Itamaraty Executivo. Ao mesmo tempo, foram assinados acordos com a empresa francesa Renault, que produziu o Renault Dauphine, e uma versão do Alpine A108, chamada Willys Interlagos.
A produção da Willys Overland terminou em 1967, quando após uma crise econômica que pôs em xeque suas atividades, foi absorvida pela subsidiária brasileira da Ford, que assumiu o controle das ações da Willys e constituiu a Ford-Willys do Brasil S.A., fazendo com que a marca Willys fosse  gradativamente substituida pela marca Ford. A fábrica de São Bernardo do Campo foi utilizada pela Ford para produzir veículos, enquanto a unidade de Taubaté produzia motores. 
Já a unidade de Jaboatão foi inicialmente desativada e depois adquirida pela Fiat. Finalmente e como uma espécie de mudança de destino, após a aquisição mundial da marca Jeep pela Fiat, esta construiu uma nova fábrica nas fundações da planta de Jaboatão, inaugurada em 2015 e destinado à produção do Jeep Renegade, o que significou o retorno à produção brasileira da marca Jeep, trinta anos depois.

## Historia

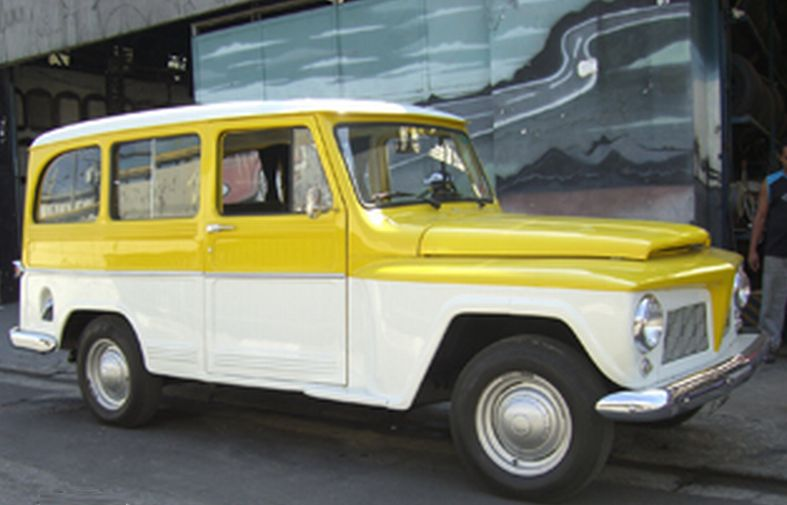
Rural Willys, versão modificada do Willys Jeep Station Wagon vendida a partir de 1958.

Foi fundada em 26 de agosto de 1952, em São Bernardo do Campo. Em 1954, suas linhas de montagem começaram a pôr nas ruas o Jeep Willys, ainda montados com as peças americanas e comercializados com o nome de Jipe Universal. Com tração nas quatro rodas e câmbio de três marchas com redução, o veículo se mostrou adequado às estradas e fazendas brasileiras. A versão Rural Willys surgiu em 1956. Em 1957, as partes do veículo passaram a ser fabricadas no Brasil e em 1959 o motor também passou a ser brasileiro — um seis cilindros de 2.638cc e 90cv de potência que viria a ser adotado na maioria dos veículos da montadora.
Apesar de a filial ter recebido as ferramentas para montagem do modelo Aero quando a matriz norte-americana encerrou a produção de veículos de passeio, o primeiro carro urbano da Willys brasileira foi o pequeno Dauphine, em 1959, produzido sob licença da Renault e que foi um dos maiores rivais do Volkswagen Fusca no mercado brasileiro dos anos 60 e que  também foi a base de uma série de vitórias da Equipe Willys de competições no automobilismo brasileiro, com pilotos como Christian Heins, Emerson Fittipaldi, Wilson Fittipaldi Júnior e Luiz Bueno.

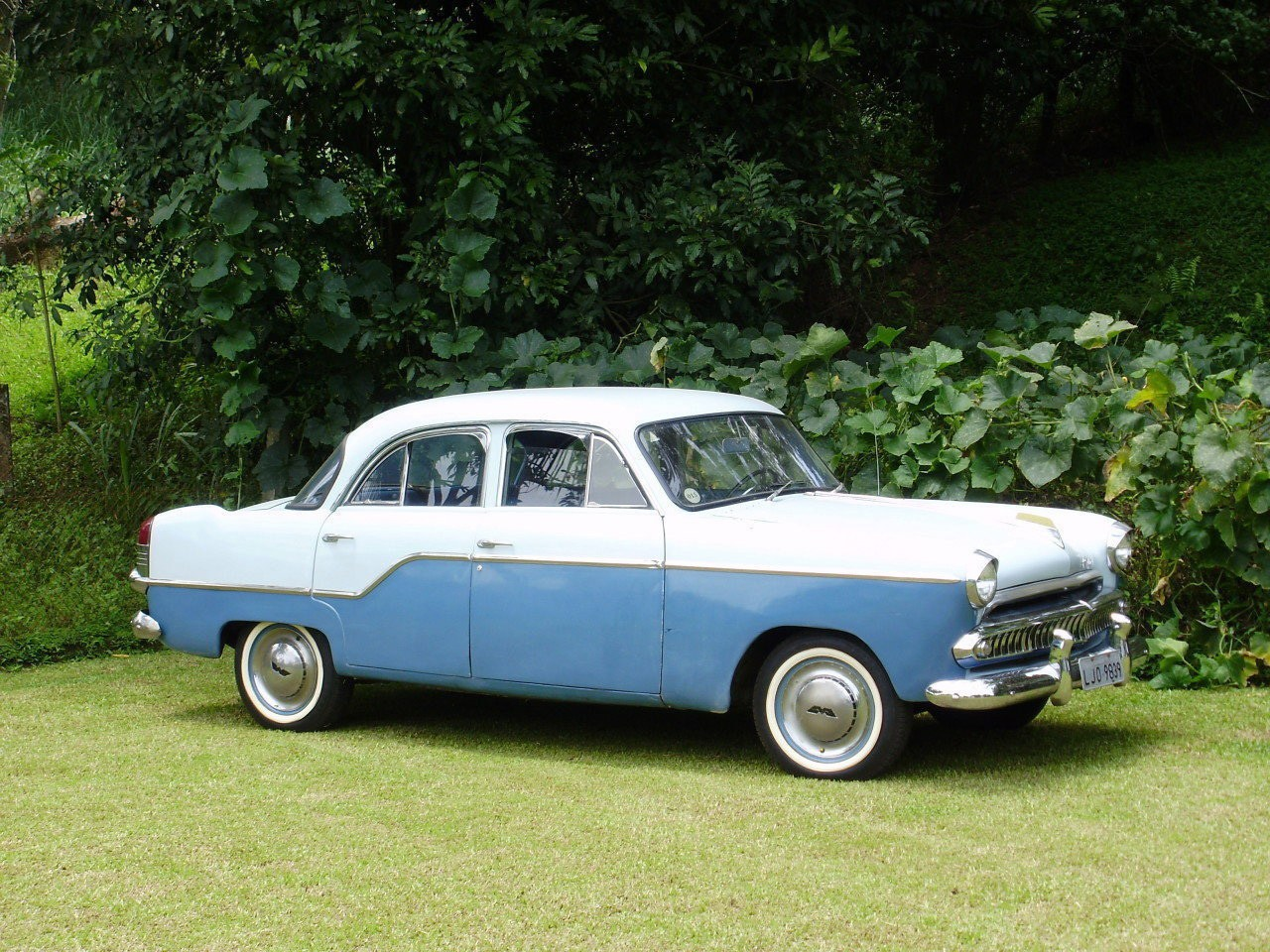
Aero Willys, versão modificada do modelo americano vendida a partir de 1960.

Em 1960, foi  lançado o Aero Willys, ainda com a carroceria arredondada do modelo norte-americano, que lhe rendeu o apelido de "Aero-Bola". Em termos de mecânica, o Aero era o Jeep com carroceria urbana. Pesava 1.440 kg e atingia 120 km/h de velocidade máxima, com aceleração de 0 a 100 km/h em 17,8 segundos. O consumo de combustível era da ordem de 7 km/litro.
Em 1961, a Willys lançou mais um veículo produzido sob licença da Renault, o Interlagos, cópia do Renault Alpine, e primeiro veículo esportivo de série do Brasil, com carroceria em fibra de vidro em três versões de estilo (cupê, berlineta e conversível) e mecânica baseada no Dauphine, mas com várias opções de carburação e potência.
Em 1962 foi feita uma completa reestilização da carroceria do Aero, liderada pelo projetista americano Brooks Stevens, lançado em dezembro com o nome Aero 2600, com linhas retas, modernas para a época, e algumas alterações no motor que aumentaram a potência para 110cv. Esse novo Aero deu origem a uma versão de luxo em 1966, que era vendida como um veículo diferente, o Itamaraty.

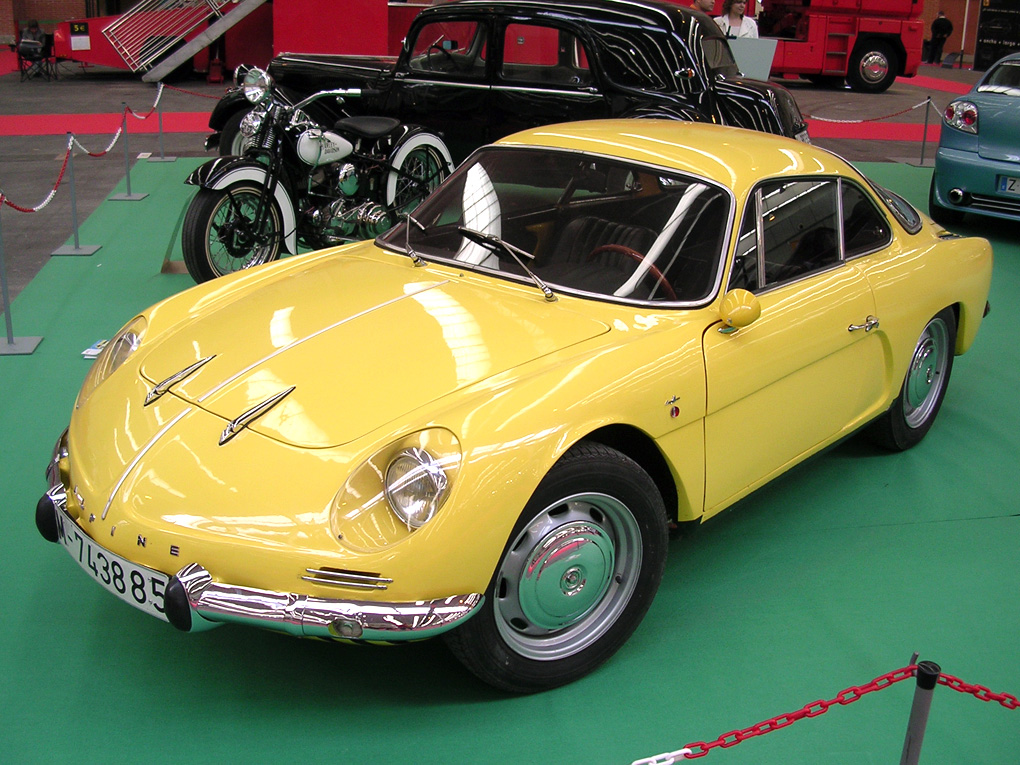
O Alpine 108, conhecido no Brasil como Willys Interlagos de 1962.

Ainda em 1965, a Willys começou a estudar um sucessor para a linha Dauphine/Gordini, e novamente em parceria com a Renault criou o "Projeto M". Porém, por razões hoje apontadas como administração empresarial ineficiente e gastos excessivos com o departamento esportivo, a Willys entrou em crise financeira, e em 1967 a Ford assumiu o controle acionário da empresa. O Projeto M, já bastante avançado, foi concluído e deu origem ao Ford Corcel --- os primeiros exemplares ainda saíram de fábrica com vidros timbrados com a marca da Willys. Os carros das linhas Jeep e Aero continuaram a ser produzidos, sob a marca Ford-Willys até 1970, e posteriormente, por mais alguns anos, apenas com a marca Ford. A linha Jeep ainda continuou sendo produzida até 1983, já com o nome e motorização Ford.

## Produtos
- Willys Aero
- Willys Capeta
- Renault Dauphine
- Willys Interlagos
- Willys Itamaraty
- Willys Itamaraty Executivo
- Willys Jeep
- Willys Rural
- Willys Pickup

## 
Rich Neighbor Policy: Rockefeller and Kaiser in Brasil, por Elizabeth A. Cobbs (New Haven: Yale University Press, 1992). https://yalebooks.yale.edu/book/9780300051797/rich-neighbor-policy